# Cotoneaster integerrimus
Cotoneaster integerrimus là loài thực vật có hoa trong họ Hoa hồng. Loài này được Medik. mô tả khoa học đầu tiên năm 1793.

## Hình ảnh

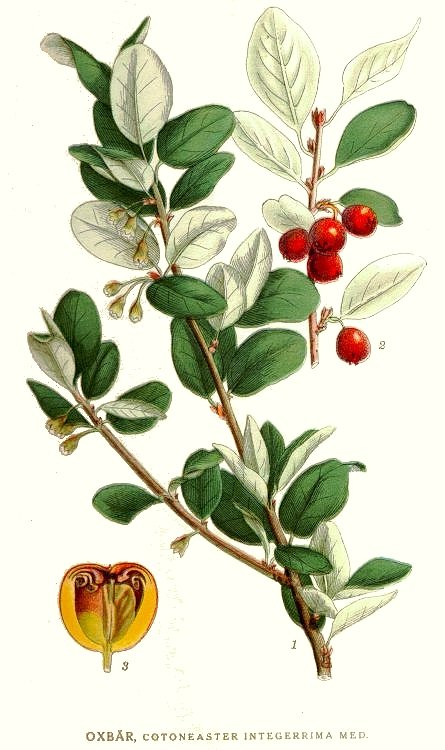
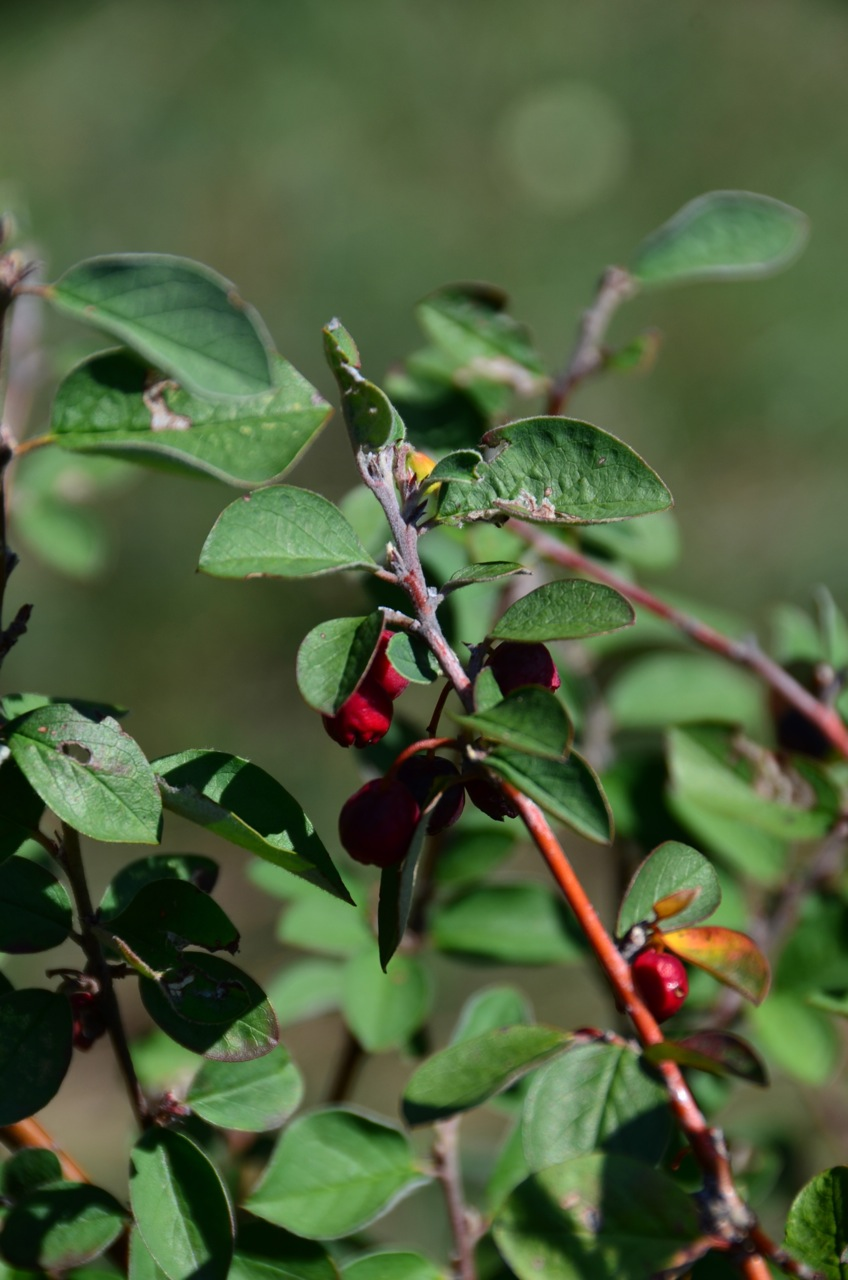
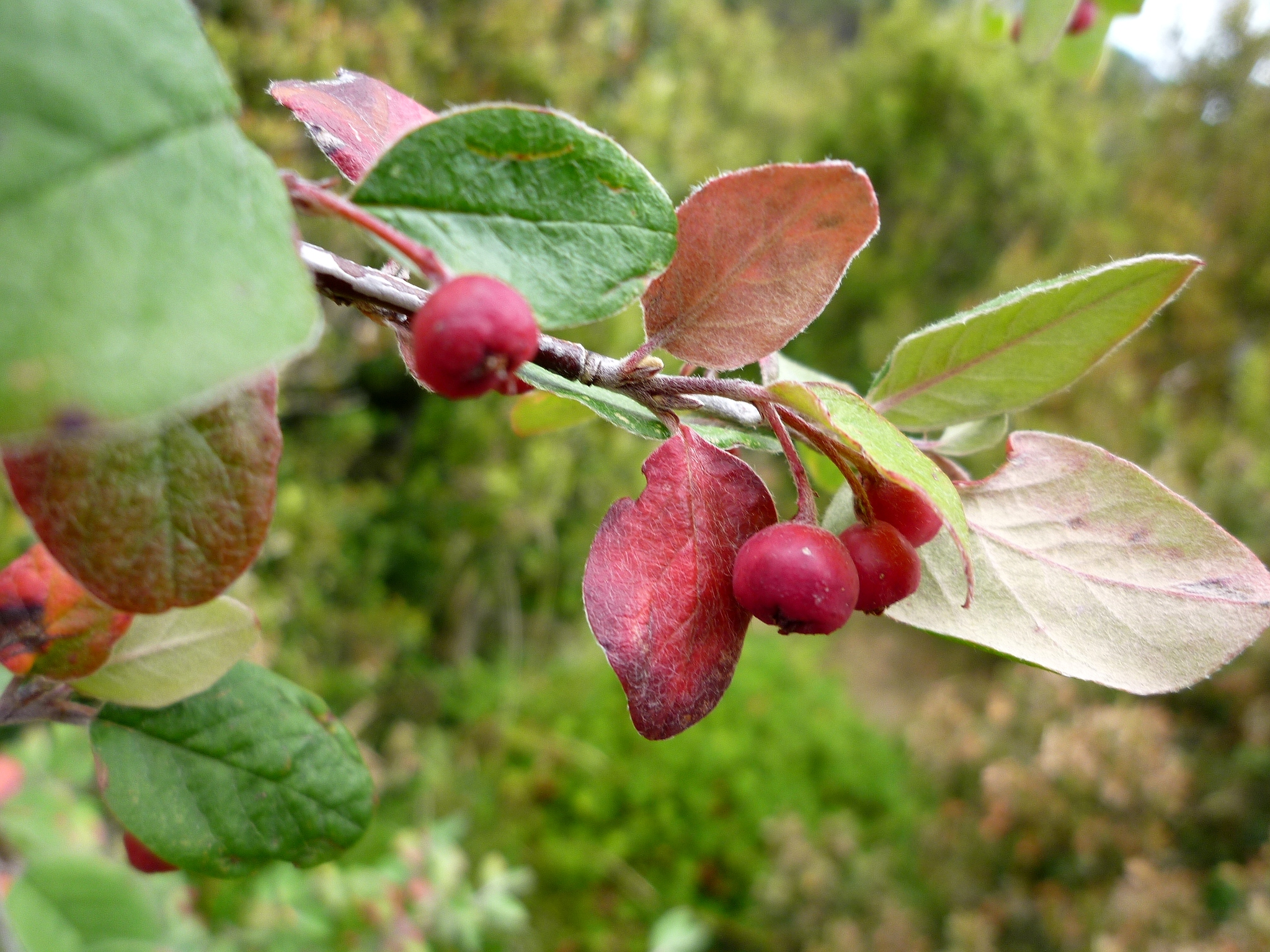
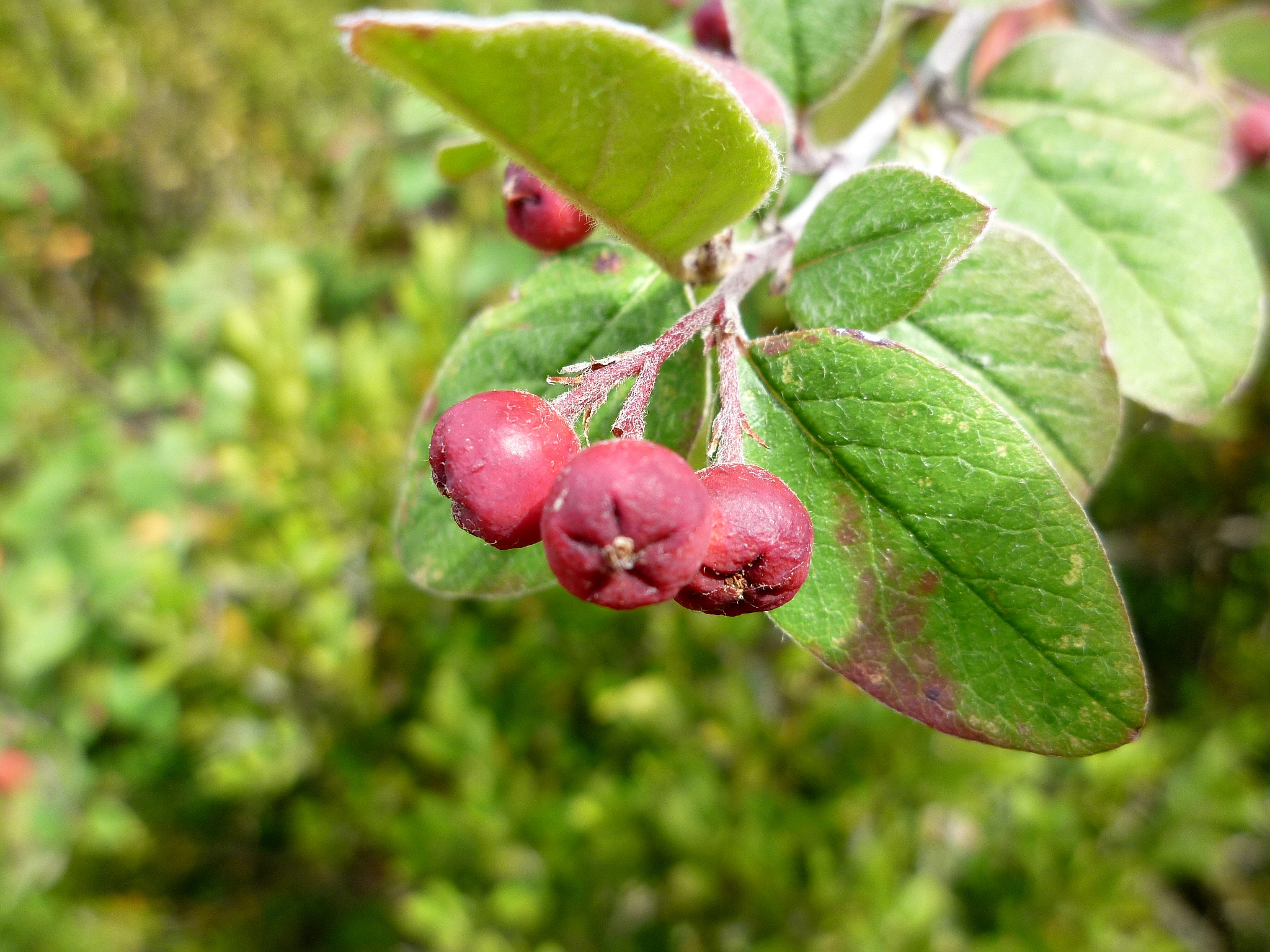